# De Gouden Bertjes
Het Gala van de Gouden Bertjes was een humoristisch eindejaarsprogramma, dat elke oudejaarsavond van 1987 tot 1996 op de Vlaamse zender BRT1 te zien was. De show werd gepresenteerd door Herman Van Molle en Marleen Gordts.

## De show
De show was een soort galafeest om de Vlaamse openbare omroep in de bloemetjes te zetten. De BRT eerde hiermee de televisiesterren van haar zender door enkele van hen te nomineren om de prijs, het Gouden Bertje, te winnen (de naam "Bertje" was afgeleid van de initialen van de BRT) Tijdens de show werden de leukste momenten van het voorbije televisiejaar vertoond, waaronder ook bloopers en andere blunders. Tussendoor waren er ook niet eerder vertoonde sketchfilmpjes te zien. Het programma had een ironische ondertoon. Zo won Katrien Devos ooit een prijs omwille van haar bijdrage aan het programma Johnnywood.  Toen ze op het podium kwam, had ze (bewust) dezelfde ietwat extravagante jurk aan als de presentatrice Marleen Gordts.
Aan het slot van elke show werd een bekende buitenlandse acteur uitgenodigd om het beeldje uit te reiken, zoals Dame Edna of actrice Mary Millar (Rose in Keeping Up Appearances). Ook Gorden Kaye, bekend als René uit de serie Allo Allo, was ooit te gast, niet lang nadat de zender een besparingsplan had aangekondigd.  Gorden Kaye ging toen de zaal rond met een collectebus om bij de televisiesterren geld op te halen dat werd geschonken aan de zender.
Na 1996 werd het Gala niet meer gehouden, mede doordat in 1997 de BRT(N) haar naam had veranderd in de VRT en de term "Gouden Bertjes" dus niet meer van toepassing was.